# Director comercial
En una empresa, el director comercial es el máximo responsable del departamento comercial. En dependencia directa del director general de la compañía el director comercial es responsable del cumplimiento de los objetivos de ventas de la misma. 
Del director comercial dependen dos áreas principales:
- Ventas
- Marketing

## Funciones
Estas son aquellas de la cuantas funciones pueden realizar.

### Personal
- Selección del personal del departamento comercial.
- Detección de necesidades y seguimiento de los planes de formación de todo el personal del departamento comercial.
- Establecimiento de la política de retribución e incentivos del personal de ventas.
- Motivación del personal del departamento.

### Habilidades[1]
- Organización y planificación
- Gestión de equipos
- Empatía
- Liderazgo
- Motivación
- Gestión del tiempo
- Flexibilidad y capacidad de trabajo en equipo

### Objetivos
- Elaboración del presupuesto de ventas anual.
- Elaboración y valoración de los objetivos comerciales.
- Elaboración de los presupuestos de gastos del departamento comercial.

### Ventas
- Participación en la Definición de política de precios y condiciones comerciales y económicas, mediante su aportación de los efectos de los precios y cualidades del producto sobre el resultado de las ventas. No define la política por sí mismo, faceta que pertenece a la gerencia y la dirección financiera de la empresa.
- Gestión de venta de grandes cuentas
- Realización de visitas de acompañamiento con los vendedores o coaching
- Mantenimiento de una relación continuada con los clientes para conocer sus necesidades o problemas.

### Seguimiento
- Despacho, asesoramiento y dirección de los vendedores.
- Supervisión de las gestiones comerciales.
- Supervisión de los gastos comerciales, en especial, los de ventas.
- Identificación de indicadores del departamento, medición de los mismos con una determinada frecuencia y establecimiento de medidas correctoras. Entre ellos:
  - Ratios de visita
  - Incidencias
  - Devoluciones de mercancía
  - Ventas por encima de riesgo
  - Impagados y retrasos de cobros
  - Clientes de baja rentabilidad
- Relación y comunicación continua con proveedores
- Frecuencia de Devoluciones

### Marketing
- Establecimiento de las líneas generales del Plan de marketing y en concreto el marketing mix:
  - Política de producto
  - Política de precio
  - Política de distribución
  - Política de comunicación
- Seguimiento de la ejecución del Plan de Marketing
- Control de los gastos de Marketing